# St. Louis Hawks 1955-1956
La stagione 1955-56 dei St. Louis Hawks fu la 7ª nella NBA per la franchigia.
I St. Louis Hawks arrivarono secondi nella Western Division con un record di 33-39. Nei play-off, dopo aver perso la gara di tie-breaker con i Minneapolis Lakers, vinsero la semifinale di division con i Minneapolis Lakers (2-1), perdendo poi la finale di division con i Fort Wayne Pistons (3-2).

## Roster
| N°    | Naz.                   | Ruolo | Sportivo      | Anno | Alt. | Peso |
| ----- | ---------------------- | ----- | ------------- | ---- | ---- | ---- |
| 5     | Stati Uniti (bandiera) | C     | Chuck Share   | 1927 | 211  | 107  |
| 6     | Stati Uniti (bandiera) | AC    | Alex Hannum   | 1923 | 201  | 95   |
| 7     | Stati Uniti (bandiera) | G     | Bob Harrison  | 1927 | 185  | 86   |
| 9     | Stati Uniti (bandiera) | AC    | Bob Pettit    | 1932 | 206  | 93   |
| 11    | Stati Uniti (bandiera) | A     | Chuck Cooper  | 1926 | 196  | 95   |
| 11-27 | Stati Uniti (bandiera) | GA    | Med Park      | 1933 | 188  | 93   |
| 12    | Stati Uniti (bandiera) | AC    | Jack Coleman  | 1924 | 201  | 88   |
| 12    | Stati Uniti (bandiera) | AC    | Dick Ricketts | 1933 | 201  | 98   |
| 15    | Stati Uniti (bandiera) | GA    | Jack Stephens | 1933 | 191  | 84   |
| 22    | Stati Uniti (bandiera) | GA    | Al Ferrari    | 1933 | 193  | 86   |
| 24    | Regno Unito (bandiera) | G     | Chris Harris  | 1933 | 191  | 86   |
| 24    | Stati Uniti (bandiera) | G     | Jack McMahon  | 1928 | 185  | 84   |
| 27    | Stati Uniti (bandiera) | G     | Bob Schafer   | 1933 | 191  | 88   |
| 28    | Stati Uniti (bandiera) | GA    | Frank Selvy   | 1932 | 191  | 82   |

## Staff tecnico
- Allenatore: Red Holzman